# 암천처사 조대
암천처사 조대는 대한민국 충청남도 논산시 상월면에 있는 문화재이다. 2012년 5월 10일 논산시의 향토문화유산 제42호로 지정되었다.

## 개요
영조 2년(1726), 윤선거의 증손 윤동수(尹東洙 : 1674 - 1739)는 암천의 사적이 없어질 것을 염려하여 조대암의 석벽에 ‘암천처사가 낚시하던 곳(巖川處士釣臺)’이라는 여섯 글자를 새겨 지금까지 전해지고 있다.